# نری فرانکو
نری فرانکو (انگلیسی: Nery Franco؛ زادهٔ ۲۶ مهٔ ۱۹۵۹) بازیکن سابق فوتبال اهل پاراگوئه است که در پست مهاجم بازی ‌می‌کرد.
وی همچنین در تیم ملی فوتبال پاراگوئه بازی کرده‌است.